# Винеторі (Муреш)
Винеторі (рум. Vânători) — село у повіті Муреш в Румунії. Адміністративний центр комуни Винеторі.
Село розташоване на відстані 220 км на північний захід від Бухареста, 44 км на південний схід від Тиргу-Муреша, 118 км на південний схід від Клуж-Напоки, 83 км на північний захід від Брашова.

## Населення
За даними перепису населення 2002 року у селі проживали 1718 осіб.
Національний склад населення села:
| Національність | Кількість осіб | Відсоток |
| -------------- | -------------- | -------- |
| румуни         | 606            | 35,3%    |
| цигани         | 578            | 33,6%    |
| угорці         | 530            | 30,8%    |

Рідною мовою назвали:
| Мова      | Кількість осіб | Відсоток |
| --------- | -------------- | -------- |
| румунська | 1162           | 67,6%    |
| угорська  | 494            | 28,8%    |
| циганська | 59             | 3,4%     |